# Чимидикян
Чимидикя́н (также Чимидикээн) — река в Якутии (Россия), левый приток Тюнга, принадлежит к бассейну реки Лены. Протекает по территории Оленёкского района и Вилюйского улуса Якутии. Длина — 299 км, площадь водосборного бассейна составляет 4270 км².
Образуется путём слияния рек Левый Чимидикян и Правый Чимидикян на востоке Среднесибирского плоскогорья на высоте 262 метра над уровнем моря. Спустившись с плоскогорья, вытекает на Центральноякутскую равнину. Течёт преимущественно в юго-восточном и южном направлении. В верховьях русло заболочено. В низовьях берега местами обрывистые, высотой до 31 м. Впадает в Тюнг слева, выше впадения Верхнего Салакута, в 603 км от устья Тюнга, на высоте 146 м над уровнем моря. В нижнем течении русло расширяется до 25-55 м при глубине 0,6-1,2 м и скорости течения 0,3 м/с. Река замерзает в среднем с середины октября до конца мая.

## Основные притоки
Указаны поименованные притоки длиной 30 км и более.
| Название         | Расстояние от устья | Длина | Положение |
| ---------------- | ------------------- | ----- | --------- |
| Улегир           | 63                  | 33    | левый     |
| Тойоску          | 89                  | 119   | левый     |
| Улахан-Далдын    | 224                 | 47    | левый     |
| Улахан-Юрях      | 265                 | 47    | левый     |
| Левый Чимидикян  | 299                 | 32    | левый     |
| Правый Чимидикян | 299                 | 32    | правый    |

## Данные водного реестра
По данным государственного водного реестра России относится к Ленскому бассейновому округу, речной бассейн — Лена, речной подбассейн — Вилюй, водохозяйственный участок — Тюнг.
Код объекта в государственном водном реестре — 18030800512117400025686.